# Scaphyglottis minutiflora
Scaphyglottis minutiflora är en orkidéart som beskrevs av Oakes Ames och Donovan Stewart Correll. Scaphyglottis minutiflora ingår i släktet Scaphyglottis och familjen orkidéer. Inga underarter finns listade i Catalogue of Life.